# Sowietsk (obwód tulski)
Sowietsk – miasto w Rosji, w obwodzie tulskim. W 2010 roku liczyło 7536 mieszkańców.